# Soldier of Fortune (revista)
A Soldier of Fortune (SOF, "Soldado da Fortuna"), com o subtítulo O jornal dos aventureiros profissionais, é uma revista web diária criada pelo Ten.-Cel. Robert K. Brown e publicada por Susan Katz Keating. Começou como um periódico mensal americano publicado de 1975 a 2016 como uma revista dedicada a reportagens mundiais de guerras, incluindo guerra convencional, guerra de baixa intensidade, contra-insurgência e contra-terrorismo. Foi publicada pela Omega Group Ltd., com sede em Boulder, Colorado. Em maio de 2022, o fundador Robert K. Brown anunciou que a publicação havia sido vendida para uma colaboradora de longa data, autora e jornalista de segurança Susan Katz Keating, que cresceu em meio a conflitos durante a guerra na Irlanda do Norte.

## História
A revista Soldier of Fortune foi fundada em 1975, pelo Tenente Coronel, Reserva do Exército dos EUA, (reformado) Robert K. Brown, um boina verde que serviu nas Forças Especiais no Vietnã. Depois de se aposentar do serviço ativo, Brown começou a publicar uma revista “circular” com poucas páginas que continham informações sobre o emprego de mercenários em Omã, onde o sultão Qabus havia recentemente deposto seu pai e lutava contra uma insurgência comunista. A pequena circular de Brown logo evoluiu para uma revista brilhante, de grande formato e colorida.
Em 1970, Brown co-fundou a Paladin Press em conjunto com Peder Lund. A empresa publicou livros e vídeos de não ficção cobrindo uma ampla gama de tópicos especializados, incluindo liberdade pessoal e financeira, sobrevivência e preparação, armas de fogo e tiro, várias artes marciais e autodefesa, táticas militares e policiais, técnicas de investigação, espionagem, arrombamento, sabotagem, vingança, facas e luta com facas, explosivos e outros "tópicos de ação". Após cinco anos ele saiu para fundar a revista SOF em 1975.
Significativo para o desenvolvimento inicial da SOF foi o recrutamento de estrangeiros para servir nas Forças de Segurança da Rodésia, durante a Guerra de Mato da Rodésia (1964-1979). Como tornou-se típico da SOF, essa primeira revista tinha um artigo inusitado intitulado "técnicas de combate subaquático com facas". Durante o final dos anos 1970 e 1980, o sucesso e a popularidade de uma revista militar como a SOF levaram à proliferação de revistas semelhantes, como Survive, Gung Ho!, New Breed, Eagle, Combat Illustrated, Special Weapons and Tactics, e Combat Ready . A SOF foi publicado pelo Omega Group Ltd., em Boulder, Colorado. Atualmente é publicado pela Soldier of Fortune LLC e está sediado em Tampa, Flórida. No auge de sua circulação no início dos anos 1980, a revista tinha 190.000 assinantes. A edição de abril de 2016 da Soldier of Fortune foi a edição impressa final; as edições subsequentes foram publicadas apenas online.

## Processos de "arma de aluguel"

### Lesão grave
Durante o final dos anos 1980, a Soldier of Fortune foi processado em tribunal civil várias vezes por ter publicado anúncios classificados de serviços por mercenários privados. Em 1987, Norman Norwood, do Arkansas, processou a revista SOF por causa dos ferimentos que sofreu durante uma tentativa de assassinato por dois homens contratados por meio de um anúncio "Gun for Hire" (arma de aluguel) na revista. O Tribunal Distrital dos EUA negou a moção da revista para julgamento sumário com base no direito constitucional de liberdade de expressão sob a Primeira Emenda. O Tribunal disse que "jurados razoáveis poderiam descobrir que o anúncio representava um risco substancial de dano" e que os anúncios de "assassino de aluguel" não eram o tipo de expressão pretendido sob a proteção da Primeira Emenda. No final, Norwood e revista Soldier of Fortune firmaram um acordo sobre o processo fora do tribunal.

### Homicídio culposo
Em fevereiro de 1985, John Wayne Hearn, um veterano do Vietnã, atirou e matou Sandra Black por um pagamento de US$ 10.000 de seu marido, Robert Black. Black se comunicou com Hearn por meio de um anúncio classificado publicado na Soldier of Fortune, no qual Hearn solicitou "atribuições de alto risco. EUA ou no exterior". Em 1989, o filho de Sandra Black, Gary, e sua mãe, Marjorie Eimann, entraram com um processo de homicídio culposo contra a revista SOF e sua editora-mãe Omega Group Ltd., buscando US$ 21 milhões em reparação de sua queixa.
O júri considerou a Soldier of Fortune grosseiramente negligente ao publicar o anúncio classificado de Hearn por atividade ilegal implícita (assassinato) e concedeu aos queixosos US$ 9,5 milhões em danos. No entanto, em 1990, o Tribunal de Apelações do Quinto Circuito dos Estados Unidos reverteu o veredicto, dizendo que o padrão de conduta imposto à revista era muito alto, porque o anúncio foi formulado de forma ambígua.

### Assassinato por contrato
Em 1989, quatro homens foram condenados por conspiração para cometer assassinato na contrato de assassinato de Richard Braun, de Atlanta, Geórgia, em 1985. Os assassinos foram contratados por meio de um anúncio de serviços classificados publicado na revista SOF que dizia: "ARMA DE ALUGUEL". Os filhos de Braun entraram com uma ação civil contra a revista e um júri decidiu a seu favor, concedendo-lhes US$ 12,37 milhões em danos, que o juiz posteriormente reduziu para US$ 4,37 milhões. No entanto, em 1992, o Tribunal de Apelações dos Estados Unidos para o Décimo Primeiro Circuito manteve o julgamento do júri, dizendo que "o editor poderia reconhecer a oferta de atividade criminosa tão prontamente quanto seus leitores, obviamente, o fizeram". Brauns e a revista SOF firmaram um acordo sobre o homicídio culposo por US$ 200.000. Uma consequência dos processos perdidos foi que a revista suspendeu a publicação de anúncios classificados de mercenários ou trabalhos relacionados, tanto nos Estados Unidos quanto no exterior.

## Editores
- Jim Graves, ex-editor administrativo e colunista.[21]
- Susan Katz Keating, editora-chefe (desde 30 de março de 2022).[1][3]

## Contribuidores notáveis
- Cel. David "Hack" Hackworth, Exército dos EUA (reformado/falecido).
- Ten.-Cel. Robert C. MacKenzie, Exército dos EUA (reformado/falecido).
- Ten.-Cel.. Oliver North, Corpo de Fuzileiros Navais dos EUA (reformado).
- Dale Dye, Corpo de Fuzileiros Navais dos EUA (reformado).
- Al J Venter, jornalista.
- Michael Echanis (1950–1978), veterano do Vietnã, ganhador do Coração Púrpuro - editor de artes marciais.
- John Plaster, Exército dos EUA (reformado).
- David Isby, especialista em Afeganistão, União Soviética e Rússia.
- Greg Walker, Forças Especiais (reformado)